# Steven Weisberg
Steven Weisberg (* 16. Januar 1955 in New York City; † 16. Oktober 2023 in Los Angeles, Kalifornien) war ein US-amerikanischer Filmeditor.

## Leben
Weisbger studierte an der Syracuse University und der Binghamton University. Seine Karriere begann Weisberg als Associate Editor Ende der 1980er Jahre. Mit der Beteiligung am Film Vietnam War Story: The Last Days arbeitete er erstmals als eigenständiger Editor. Er arbeitete oft mit dem Regisseur Alfonso Cuarón zusammen. ebenso mit Barry Sonnenfeld. Zuletzt arbeitete er mit dem Regisseur David Frankel an der Komödie Wie beim ersten Mal (2012) mit Meryl Streep und Steve Carell.
Weisberg starb im Krankenhaus des Motion Picture & Television Fund im Alter von 68 Jahren. Er litt seit einigen Jahren an der Alzheimer-Krankheit. Weisberg war Vater zweier Kinder.

## Filmografie (Auswahl)
- 1989: Vietnam War Story: The Last Days
- 1992: Mistress – Die Geliebten von Hollywood
- 1994: The Color of Evening
- 1995: Miami Rhapsody
- 1995: Little Princess (A Little Princess)
- 1996: Cable Guy – Die Nervensäge (The Cable Guy)
- 1998: Große Erwartungen (Great Expectations)
- 1998: Permanent Midnight – Voll auf Droge (Permanent Midnight)
- 1999: Message in a Bottle – Der Beginn einer großen Liebe (Message in a Bottle)
- 2000: Nurse Betty
- 2002: Jede Menge Ärger (Big Trouble)
- 2002: Men in Black II
- 2003: I Am David
- 2004: Harry Potter und der Gefangene von Askaban (Harry Potter and the Prisoner of Azkaban)
- 2005: Stellas Versuchung (Asylum)
- 2005: The Producers
- 2006: Man of the Year
- 2007: Mr. Magoriums Wunderladen (Mr. Magorium's Wonder Emporium)
- 2009: Mütter und Töchter (Mother and Child)
- 2010: Die Chroniken von Narnia: Die Reise auf der Morgenröte (The Chronicles of Narnia: The Voyage of the Dawn Treader) (zusätzlicher Schnitt)
- 2010: Morning Glory
- 2011: Albert Nobbs
- 2012: Wie beim ersten Mal (Hope Springs)